# Psammétique IV
Pour les articles homonymes, voir Psammétique.
Psammétique IV est un dirigeant de l'Égypte antique qui aurait vécu pendant la première période perse (XXVIIe dynastie).

## Attestations
Il existe plusieurs artefacts, ainsi que des sources grecques, soutenant l'existence d'un dirigeant égyptien portant ce nom pendant la période perse. Les découvertes archéologiques sur celui-ci consistent en un manche de sistre, qui donne également un nom de Nesout-bity Amasis (Ahmose), un scarabée avec le nom de Nesout-bity Nb-k3-n-Rˁ, un ouchebti et un document démotique de Diospolis Parva (papyrus Straßburg 2) alors que les auteurs grecs donnent à plusieurs reprises le nom de ce souverain. Cependant, la différence de datation et de dénomination de ces attestations rend leur attribution à un dirigeant individuel pratiquement impossible.

## Identification
En 1980, l'égyptologue américain Eugene Cruz-Uribe propose pour la première fois que le papyrus Straßburg 2 de Diospolis Parva susmentionné, traditionnellement attribué à Psammétique III, est en fait plus récent et fait référence à un souverain du même nom qu'il appelle « Psammétique IV ». Selon Cruz-Uribe, ce souverain a très probablement régné sur une partie de l'Égypte vers les années 480 avant notre ère : au cours de cette décennie, Hérodote raconte qu'une révolte a eu lieu en Égypte en conjonction avec les dernières années de Darius Ier et la montée de Xerxès Ier, qui, une fois couronné, réprima rapidement les rebelles.
Anthony Spalinger estime que l'attribution de Cruz-Uribe est « trop provisoire » et pense que Psammétique IV est la même personne que le père d'Inaros II, mentionné par Hérodote comme libyen. Selon des sources grecques, Inaros est un « roi des Libyens » qui a mené une grande révolte contre les Perses dans les années 460 avant notre ère. En supposant que cette identification soit exacte, il semble que ce Psammétique n'a pas assez d’autorité pour revendiquer le trône égyptien. Pour cette raison, Spalinger estime que les découvertes archéologiques susmentionnées pourraient plutôt appartenir à un souverain ultérieur portant le même nom : l'historien athénien Philochore rapporte qu'un Psammétique (V) – qui est probablement un arrière-petit-fils de Psammétique IV - est le fils de Thannyros, lui-même fils d'Inaros II. Il expédie des céréales à Athènes en 445-444 avant notre ère. Enfin, Diodore de Sicile mentionne un Psammétique (VI) comme roi d'Égypte en 400 avant notre ère, disant qu'il est un « descendant du célèbre Psammétichus ». Cependant, le nom de ce Psammétique VI est parfois considéré comme une erreur pour Amyrtée, un pharaon de la XXVIIIe dynastie qui régna de 404 à 399 avant notre ère.